# Charlotte Lozé
Charlotte Lozé est une footballeuse française née le 11 juin 1988 à Tours. Formée au CNFE Clairefontaine, elle part en 2007 pour Montpellier, où elle remporte le Challenge de France deux ans plus tard.
Durant la saison 2009-2010, à la suite de graves soucis de santé, elle perd sa place de titulaire, jouant même à l'occasion pour l'équipe bis. À la suite de cette longue convalescence, elle n'est pas gardée par le Montpellier. À l'été 2010, elle rejoint alors le Paris Saint-Germain, avec lequel elle se qualifie pour la coupe d'Europe aux dépens de son ancien club. Elle rejoint en 2011 le FF Issy. Elle termine sa carrière à l'Olympique de Marseille, y évoluant de 2016 à 2019.

## Palmarès
Montpellier
- Vainqueur du Challenge de France en 2009.
- Finaliste du Challenge de France en 2010.
- Vice-championne de France en 2009.

 Paris Saint-Germain
- Vice-championne de France en 2011.

 Olympique de Marseille
- Vice-championne de France de D2 en 2019.